# Griffo
Pour les articles homonymes, voir Griffo (homonymie).
Werner Goelen, dit Griffo, né le 21 mai 1949 à Wilrijk (province d'Anvers), est un dessinateur belge de bande dessinée.

## Biographie
Werner Goelen naît le 21 mai 1949 à Wilrijk.
En 1971, il achève ses études à l’Académie des beaux-arts d’Anvers qu’il avait commencées à l’âge de 15 ans. Après cela, il effectue des travaux occasionnels comme illustrateur pour des magazines féminins et des magazines de télévision tel Humo comme caricaturiste de rock stars.
Quand il se présente en 1975 aux Éditions du Lombard, on lui soumet une offre intéressante. L’éditeur cherchait alors désespérément un successeur à Mittéï, qui était passé à la concurrence au Journal de Spirou. Griffo hérita ainsi de la série Modeste et Pompon créée en 1955 par Franquin. Parallèlement à la livraison hebdomadaire d'une planche de gags pour le journal Tintin ou de courts récits sur des scénarios de Michel Noirret, Griffo participe aussi au Tintin Sélection trimestriel avec des mini-récits humoristiques.
Outre ce démarrage prometteur de sa carrière comme dessinateur de bande dessinée, il était déjà professionnel depuis longtemps dans la publicité et dessinait aussi des pages érotiques pour la maison d'édition Biofot sous le pseudonyme de Suck.
À partir de 1982, Griffo réalise avec Marcus (pseudonyme de Danny De Laet) une aventure de bande dessinée classique de la longueur d’un album, L’Ordre du Dragon Noir, qui paraît en 1984 aux éditions Michel Deligne (1987 en Allemagne chez Ehapa).
Une œuvre majeure de Griffo est la série Giacomo C. scénarisée par Jean Dufaux. Cette série comporte 15 albums parus de 1988 à 2005, prépubliée dans le magazine Vécu en 1987 avant d'être publiés dans la collection éponyme des éditions Glénat. À partir de 2013, il s'associe à Valérie Mangin pour la série Abymes.
En 2015, il dessine L'Écharpe de soie sous-titrée Waterloo, une histoire d'amour et de bravoure sur un scénario de Ronald Grossey aux éditions Ballon. Sur un scénario de Stephen Desberg, il dessine la deuxième saison de SOS Bonheur qui compte deux tomes de 2017 à 2019. En 2022, il retrouve le scénariste Rodolphe pour une nouvelle série fantastique Iruène aux éditions parisiennes Daniel Maghen. La même année, il réalise sur un scénario de Marc Legendre le roman graphique Nello et Patrasche,, une adaptation en bande dessinée du roman de Ouida : A Dog of Flanders (1872), l'histoire d'un pauvre orphelin et d'un chien abandonné aux alentours d’Anvers, publiée aux éditions Kennes en 2022.
En 2023, il dessine le premier tome de la série Utopie, scénarisée par Rodolphe récit pour la collection « Neopolis » des éditions Delcourt. Ce récit de science-fiction est situé dans un univers orwellien. La série compte 3 tomes en 2024. En 2025, il dessine le one shot La Main du diable écrit par le même scénariste et publié par les éditions Anspach. 

### Vie privée
L'auteur vit en Espagne, dans la municipalité canarienne de La Palma, depuis plusieurs décennies, après avoir vécu pendant une courte période à Barcelone en 1987 et à Grenade en 1990.

## Œuvre

### Collectifs
- Carrément Bruxelles - Ronduit Brussel, Glénat, coll. « Carrément 20/20 », Grenoble, septembre 2005
Scénario : collectif - Dessin : collectif dont Griffo - Couleurs : quadrichromie -  (ISBN 2-87176-218-X)
- Widenlocher Park[78], Galaktus Studios, octobre 2015
Scénario : Roger Widenlocher - Dessin : collectif dont Crisse - Couleurs : collectif -  (ISBN 978-2-9700946-1-6),Album édité à l'occasion des 25 ans du dinosaure de la série Nabuchodinosaure.

### Expositions
- Griffo et Vrancken, Galerie Daniel Maghen, Paris du 12 mars au 6 avril 2024[79],[80].

## Prix et récompenses
- 1995 :  prix du meilleur dessin décerné par la Chambre belge des experts en bande dessinée[81] pour Monsieur Noir.

#### Livres
: document utilisé comme source pour la rédaction de cet article.
- Danny De Laet et Yves Varende, Au-delà du septième art : histoire de la bande dessinée belge, Bruxelles, Ministère des Affaires étrangères, du Commerce extérieur et de la Coopération au développement, coll. « Chroniques belges » (no 322), 1979, 302 p., ill. (OCLC 301693218, lire en ligne).
- Jean-Louis Lechat, Un demi-siècle d’aventures t. 2 : 1970 - 1996, Bruxelles, Le Lombard, 5 décembre 1996, 224 p., ill. ; 31 cm (ISBN 280361233X, OCLC 37995939, BNF 37539082, présentation en ligne), p. 40,50. .
- Jacques Fiérain, « Griffo », dans La BD à Bruxelles et en Brabant, Charleroi, Éd. l'Âge d'or, avril 2003, 144 p., ill. ; 31 cm (ISBN 9782960119664 et 2960119665, OCLC 470388171, présentation en ligne), p. 67.
- Patrick Gaumer, « Griffo », dans Dictionnaire mondial de la BD, Paris, Larousse, 2010, 953 p., ill. ; 27 cm (ISBN 978-2-0358-4331-9 et 2-0358-4331-6, OCLC 920924930, présentation en ligne), p. 394-395. .

#### Périodiques
- Griffo (interviewé par Jean-Marc Vidal), « Griffo : Un flamand rose aux Canaries », BoDoï, no 29,‎ avril 2000, p. 61-64.
- Griffo (interviewé par Jean-Louis Lechat), « Les invités : Griffo, l'impulsif », La Lettre - L'officiel de la bande dessinée, Dargaud, no 53,‎ mai - juin 2000, p. 34-35.
- Stephen Desberg et Griffo (interviewés par Frédéric Bosser), « Série en cours : Desberg et Griffo - Une page d'histoire s'ouvre... », dBD, no 53,‎ mai 2011, p. 52-56.
- Hugues Dayez, « Les aventures d'un journal : La politique fiction s'invite dans Spirou avec SOS Bonheur », Spirou, Dupuis, no 3971,‎ 21 mai 2014, p. 29 (ISSN 0771-8071).
- Griffo (interviewé par Frédéric Bosser), « Griffo - Au dessus du volcan », dBD, no 162,‎ avril 2022, p. 26-33 (ISSN 1951-4050).
- Griffo, Rodolphe (interviewés par Géant Vert), « À la une : Griffo, Rodolphe Une main peu courante », dBD, no 191,‎ mars 2025, p. 29-35 (ISSN 1951-4050).

#### Articles
- Rodolphe et Griffo (interviewés par Laurent Gianati et Laurent Cirade), « Rodolphe : « Mon rôle a été de simplifier l’histoire » : Entretien avec Rodolphe et Griffo », BD Gest',‎ 3 mai 2022 (lire en ligne, consulté le 20 septembre 2024).
- Griffo (interviewé par Laurent Depré), « Le dessinateur belge Griffo est l'invité du Grand Entretien : "Tellement choqué par Charlie Hebdo que j'en ai fait une attaque" », La DH Les Sports+,‎ 18 février 2025 (lire en ligne , consulté le 19 février 2025).

### Émissions de radio
- La main du diable - Rodolphe/Griffo (Éd Anspach), émission Entre les cases présentée par Delphine Freyssinet sur Radio chrétienne francophone, (27 min 9 s), 7 mars 2025.